# Девід Шюттер
Девід Шюттер, також відомий як Девід Шюттер-Віске (нар. 1991, Гамбург) — німецький актор.

## Життя
Девід Шюттер, онук актора, режисера та керівника театру Фрідріха Шюттера, навчався акторського мистецтва в Школі драми в Гамбурзі з 2009 по 2012 роки.
Вперше він зіграв у 2008 році у серіалі виробництва НДР «Горошини Перцю» (режисер: Клаус Вірбіцький); наступна поява на екрані відбулась у 2011. Під час навчання Шюттера бачили в серіалі програми ZDF «Ось приходить Калле» (у 2010 році, в ролі школяра за обміном Тіма в серії «Дитина на борту»). У кримінальному фільмі «Гордість сім'ї» із серіалу програми ZDF « Штуббе — від випадку до випадку» (2011) йому належала незначна допоміжна роль; там він грав члена молодіжної банди У 2012 році він мав допоміжну роль у серіалі ZDF « Берегова охорона». В епізоді «Під мертвою головою» з Вільсоном Гонсалесом Оксенкнехтом у головній ролі Шюттер зіграв роль Лукаса; він зобразив одного з акторів молодіжного театрального проекту в старовинному історичному костюмі.
Шюттер дебютував укіно одразу після завершення навчання в художньому фільмі «Інстинкт гравця»(2013). Він отримав роль Грюттеля, юнака, який належить до кола друзів 18-річного школяра Алева, головного героя фільму.
У 2013 році актор з'являвся в різних епізодичних ролях на телебаченні. В успішному серіалі ARD «З дружніх покликань» він зіграв молодого стажера Андреаса Хартвіча, який ламає руку під час тесту на мужність і повинен відмовитись від подальшого навчання на інженера-мехатроніка (серія «Надмірний тиск»). Подальші епізодні ролі він грав у серіалах «Все Клара», «Частина великого міста» та «Вчитель». У серіалі «Вчитель» Шюттер разом з Хендріком Дурином зіграв «проблемного учня» із заможної родини Флоріана Клостеркемпера, на якого весь час чинить тиск ушколі його беземоційний та спрямований лише на успіх батько (серія «Знову гидкий трюк цього Волмера»). У 2014 році актор з'явився знову в епізодичній ролі в серіалі програми ZDF «Берегова охорона»; він зіграв молодого Фіна Йорксона, власника блогу та нового хлопця дочки рибалки Хайна Грегера (Крістоф Дюро).
У фільмі ZDF « Марі Бранд і дівчина на рингу» (перший показ: січень 2014 р.) із серії детективів «Марі Бранд» Шюттеру дісталась роль Грегора Келлера, колишнього злочинця з помітною вадою мовлення, який повинен взяти участь в програмі повторної соціалізації. У гамбурзькому фільмі «Місце злочину: Копфгельд» (перший показ: березень 2014 р.) він зіграв допоміжну роль Любо; актор зіграв хлопця дочки комісара Чіллера Ленні, який з'являється поруч з нею поруч і в наступній частині фільму, де зіграв Тіль Швайгер: "Місце злочину: Великий біль «(перший показ: січень 2016 р.).
В художньому фільмі „Поезія в стилі порнопанк“(2014), який був показаний у квітні 2014 року, Шюттер зіграв головну чоловічу роль. Він втілив 27-річного „Деймона“, блондина з ірокезом, та татуюваннями, чоловіка, який займається проституцією, однак став занадто старий для цього гомосексуального непотребства і круто змінює своє життя, познайомившись із молодою росіянкою Еммою. Шюттер представляв „душу, що знаходиться поміж життєвих перипетій та романтики“. Крім того, фільм був показаний на Люненському кінофестивалі. Фільм виграв преміію Міхаеля Баллхауза для операторів (Джулія Генеманн) на First Steps Awards у 2014 році та премію Studio Hamburg Nachwuchspreis у 2015. У тому ж році Шюттер був нагороджений за роль у фільмі „Поезія в стилі порнопанк“ на фестивалі короткометражних фільмів Un festival c'est trop court! в Ніцці в номінації „Найкраща чоловіча роль“.
Актор грав і в серіалі „Жозефіна Клік — одна серед копів“ телевізійної програми Sat.1 (2014 р.). Він виконав роль майбутнього комісара Евальда Персіке. В документальному фільмі „Олександр Македонський“ виробництва Terra X, ZDF та ORF, який вийшов на екран 2014 року, Шюттер втілив у ігрових сценах правителя та воїна Олександра Македонського. У жовтні 2014 року він з'явився в епізодичній ролі в серії детективних серіалів ZDF „SOKO Кельн“; актор зіграв наркомана і дрібного злочинця Штефана Блума.
В художньому фільмі виробництва 2014 року <i id="mwYQ">"Ми молоді.</i> <i id="mwYQ">Ми сильні"</i>, який вийшов у прокат 2015 року та зобразив заворушення в Ростоку-Ліхтенгагені 24 серпня 1992, Шюттер зіграв роль молодого неонациста Сандро; він був лідером групи молодих людей, які живуть у занедбаному збірному житловому комплексі.
Актору належала допоміжна роль у кримінальному трилері „ Місце злочину: Мулі“, в якому йдеться про першу справі берлінської новопризначеної в березні 2015 року слідчої групи Ніни Рубін (Мерет Беккер) / Роберта Кароу (Марк Вашке). Шюттер зіграв Реймерса, прихильника і помічника кримінального авторитету Анді Бергера (Роберт Галліновські). В квітні 2015 року актору дісталась другорядна роль в серіалі програми ZDF „Останній слід у Берліні“. Шюттер зіграв молодого судового пристава Анатоля Крегера, який небайдуже ставиться до жорстокого серійного вбивці Уве Леманна (Пітер Шнайдер), хворобливо захоплюється ним. В серіалі RTL „Тривога для кобри — поліція автобану“ (2015) актор взяв на себе роль неповнолітнього злочинця Ніка, який чинить психологічний тиск на працівницю поліції, щоб вона не давала свідчень проти нього. А в серіалі TNT „Вайнберг“ (перший показ у жовтні 2015 р.) Шюттер зіграв хлопця королеви вина, яку вбивають і який, з майже всіма жителями села, має власні таємниці.
У кінофільмі „Життя офлайн — не бонусний рівень“, прем'єра якого відбулася в січні 2016 року на фестивалі Макса Офюльса, актор втілив непересічного, привабливого чоловіка, який всього у житті досяг завдяки власним зусиллям, теслю за професією, який живе самотою у сараї в Шварцвальді, абстрагувавшись таким чином від суєти, стресу та кар'єрного мислення суспільства споживання і представляючи цілковиту протилежність так званому „поколінню інтернету“.
У квітні 2017 року Шюттер отримав епізодичну роль у серіалі ZDF „Криміналіст“; він зіграв Сільвіо Цана, підозрюваного у злочині племінника і прихильника впливої на той час особи в Берліні. У казковому фільмі „Скарб Рюбецаля“, який вперше був показаний у грудні 2017 року у різдвяному випуску програми ZDF, актор зіграв учня чоботаря Еріка. У розважальному гамбурзькому фільмі Якоба Ласса „Щось звідти“ (2018) Шюттер разом з Нікласом Бруном втілив Пабло, менеджера клубу на Сент-Паулі. У телевізійному серіалі» 4 блоки" (2018 р.) Девід Шюттер виконав одну з головних ролей у ролі молодого ріелтора Маттіаса Кіля. У двочастинному телевізійному трилері «Вальпургієва ніч — Дівчата та смерть» (2019) актор зіграв фотографа-аматора Алекса Ціммермана, підозрюваного в жононенависництві. У 2019 році поруч із Катею Ріманн, Анною Марією Мюе, Елізою Шлоттом, Францем Хартвігом та Людвігом Трепте.він виконав роль працівника-комуніста на фабриці у багатосерійному серіалі ARD « Наші чудові роки», який транслювався на Першому каналі в березні 2020 року. У третьому сезоні серії передач ZDF «ВИНА» за мотивами Фердинанда фон Шираха (2019), Шюттер разом з Девідом Беннентом виконав епізодичну роль в'язня Піта.
Шюттер живе у Берліні.

## Нагороди
- 2017: Телевізійна премія Гюнтера Страка за роль Пепе уфільмі «Жувальні гумки зі смаком полуниці»

## Фільмографія (вибране)
- 2009: Горошини перцю (серіал; серія: Груба гра)
- 2010: Ось приходить Калле (серіал; серія: Дитина на борту)
- 2011: Горошини перцю (серіал; серія: Гол в свої ворота)
- 2011: Штуббе — Від випадком до випадком: Гордість сім'ї (телефільм)
- 2012: Берегова охорона (серіал; серія: Під черепом)
- 2013: Інстинкт гравця (фільм)
- 2013: З дружніх покликань (серіал; серія: Тиск)
- 2013: Все Клара (серіал; серія: Володар садової ділянки)
- 2013: Частина великого міста (серіал; серія: Другий чоловік)
- 2013: Місце злочину: вогняний диявол(телефільм)
- 2013: Вчитель (серіал; епізод: Знову гидкий трюк цього Волмера)
- 2014: Марі Бренд і дівчина на рингу (телефільм)
- 2014: Місце злочину: Баунті (телефільм)
- 2014: Берегова охорона (серіал; серія: Небезпечний улов)
- 2014: Колонія SOKO (серіал; серія: Питання справедливості)
- 2014: Порно-панк-поезія (фільм)
- 2014: Жозефіна Клік — одна серед копів (6 серій) (серіал; роль у серіалі)
- 2014: Земля X: Олександр Македонський (документальний фільм)
- 2015: Ми молоді. Ми сильні. (Фільм)
- 2015: Вайнберг (роль у серіалі)
- 2015: Місце злочину: Великий біль (телефільм)
- 2015: Тривога для кобри - поліція автобану(серіал; серія: Страх)
- 2015: Місце злочину: Мулі (телефільм)
- 2015: Останній слід у Берліні (серіал; серія: Монстр 1/2)
- 2016: Життя офлайн — не бонусний рівень (фільм)
- 2016: Наш час настав (фільм)
- 2016: Холодне серце (фільм)
- 2016: Жувальні гумки зі смаком полуниці (фільм)
- 2017: Криміналіст (серіал; серія: Блудний син)
- 2017: Експерт — забагато смертей (телевізійний фільм)
- 2017: Рейхстаг — Історія німецького будинку (документальна драма)
- 2017: Скарб Рюбецаля (телефільм)
- 2018: Щось звідти (фільм)
- 2018: Робота без автора (фільм)
- 2018: Зустріч класу1.0 (фільм)
- 2018: 4 блоки (серіал)
- 2019: Вальпургієва ніч — Дівчата та смерть (телефільм)
- 2019: 8 днів (серіал)
- 2019: ВИНА за мотивами Фердинанда фон Шираха (серіал; серія: Маленька людина)
- 2019: Закохані (художній фільм)
- 2019: 3 ангели для Чарлі (ангели Чарлі)
- 2020: Уроки фарсі (фільм)
- 2020: Наші чудові роки (телефільм)
- 2020: Варвари (серіал; Netflix)

## Вебпосилання
- Девід Шюттер на сайті Filmportal.de(нім.)(англ.)
- Девід Шюттер [Архівовано 25 березня 2019 у Wayback Machine.] — Віта (Агентство)
- Девід Шюттер [Архівовано 11 листопада 2020 у Wayback Machine.] — PR-агентство